# دارشکنک خال‌دار
دارشکنک خال‌دار (نام علمی: Picumnus pygmaeus) نام یک گونه از سرده دارشکنک‌ها است.